# Омар Лароса
Омар Лароса (на испански: Omar Larrosa) е аржентински футболист, полузащитник и треньор.

## Кариера
Лароса започва професионалната си кариера през 1967 г. в Бока Хуниорс, клуб, за който той играе в продължение на 3 години до 1969 г. През 1969 г. преминава в Архентинос Хуниорс, но година по-късно се връща в Бока, който през 1970 г. печели титлата в Аржентина. През 1971 г. Лароса отива в Гватемала, където играе за клуб Комуникасионес. През 1972 г. той става играч на Уракан, където за 5 години има 228 мача, отбелязвайки 42 гола. През 1973 г. печели шампионата в Аржентина. През 1977 г. е трансфериран в Индепендиенте, в който се представя не по-малко успешно, печелейки 2 титли и записвайки 156 мача за 4 години. Той приключва кариерата си във Велес Сарсфийлд и Сан Лоренцо.
В националния отбор, Лароса прави своя дебют през 1977 г. На Световното първенство през 1978 г. играе в полуфиналите и финала. Като цяло той играе 11 мача за националния отбор на Аржентина.

## Отличия

### Отборни
Бока Хуниорс
- Примера дивисион: 1970 (Н)

Уракан
- Примера дивисион: 1973 (М)

Индепендиенте
- Примера дивисион: 1977 (Н), 1978 (Н)

### Международни
Аржентина
- Световно първенство по футбол: 1978[3]